# Ojo del Canal
El Ojo del Canal es un conjunto de dos puentes y un acueducto del siglo XVIII, construidos sobre el río Huerva en Zaragoza (España), por el que el canal Imperial de Aragón y los paseos de su ribera lo cruzan. Fue mandado construir, como el resto del canal, por Ramón Pignatelli.

## Ubicación
Está ubicado en el paso del río Huerva en los Paseos de Infantes de España y Reyes de Aragón, retrocediendo el cauce del canal a unos 500 metros en la avenida Vía Ibérica se pueden ver la Fuente de los Incrédulos y las Esclusas de Casablanca, que regulaban el nivel del canal antes de atravesar el Huerva.

## Descripción
Consta de un ojo de 13 metros de anchura y 35 metros de altura, hecho de mampostería y piedra caliza. Las murallas de contención laterales albergan sendas carreteras. A su lado se encuentra la Almenara de Nuestra Señora del Pilar, instalación destinada al aprovechamiento para el riego del canal y a su vaciado, tanto para el curso natural del canal como para el agua se usa la gravedad, pues la cota de la que parte el canal es superior al río Huerva.
El puente fue remodelado y ampliado como parte de la Exposición Internacional Zaragoza 2008, dentro del plan para recuperar y aprovechar las riberas del canal, mejorando también el acceso a la ribera del río Huerva para poder observar mejor el puente.